# محسن ياجور
محسن ياجور (مواليد 14 يونيو 1985) لاعب كرة قدم مغربي، بدأ مسيرته مع نادي الرجاء الرياضي ثم انتقل إلى نادي كياسو السويسري في أكتوبر 2007 والذي لعب له إلى غاية يوليو 2008 قبل أن ينتقل إلى نادي رويال شارلروا، وفي يوليو 2010 إنضم إلى نادي الوداد الرياضي لمدة موسمين، ثم انتقل ليمارس مع نادي الرجاء الرياضي إلى حدود 2014 لينتقل إلى فريق المغرب التطواني المتأهل لكأس العالم للأندية، لينتقل بعدها إلى نادي قطر القطري ولعب لهم نصف موسم بعدها أعير إلى النادي الأهلي وبعدها انتقل إلى نادي الخور ولعب أيضاً في نادي ضمك السعودي.

## سيرته الذاتية

### معالوداد الرياضي
تمكن ياجور من التألق في أول موسم له مع الوداد حيث سجل له 8 أهداف في 26 مباراة ضمن الدوري المغربي بالإضافة إلى 5 أهداف حاسمة في 12 مباراة ضمن دوري أبطال إفريقيا 2011 لعل أبرزها هدفين في مرمى الأهلي المصري في المباراة التي انتهت بالتعادل 3 - 3 في ستاد القاهرة الدولي.

### معالرجاء الرياضي
عاد مرت أخرى إلى فريقه الأم في 2012 تمكن من تتويج معه في موسم واحد بلقب البطولة المغربية 2012/2013 وتسجيله ل10 أهداف رفقة الفريق وكأس العرش وتأهل إلى كأس العالم للأندية مباشرة لاعتبار ان المغرب كان منضم للبطولة.

### فيكأس العالم للأندية
فقد تمكن من تسجيل هدفين في البطولة مناصفتا مع الساحر البرازيلي رونالدينهو والفوز بالكرة البروزية فيفا. فقد كان من الاعبين من ساهموا في الإنجاز الكبير اللدي حققه النادي لوصولهم للمباراة النهائية كما انه من سجل في مباراة النصف امام فريق الساحر ضد اتليتكوا منيروا

### معالمنتخب المغربي
بدا اللعب مع المنتخب مند 18 سنة من عمره فقد تالق مع المنتخب الوطني في كأس العالم للشباب 2005 التي اقيمت في هولندا وسجل 4 اهداف وقاد المنتخب لاحتلال المركز الرابع. بعدها غاب عن المنتخب للسنوات عديدة حيت تلك الفترو عاشو المنتخب مجموعة من الاخفاقات لييعود مجددا مع إلى بطولة أفريقيا للمحليين ويسجل 4 اهداف وتتوقف مسيرة المنتخب في الربع النهائي في مباراة غريبة عرفت تسجيل المنتخب النيجري في الدقائق الاخيرة وفاز ب4 اهداف مقابلة 3

### الإنتقال لفريقسريع وادي زم
إنتقل اللاعب محسن ياجور لحمل ألوان فريق سريع واد زم بصفة رسمية، خلال فترة الانتقالات الصيفية 2022.

## الإنجازات
الرجاء الرياضي
- كأس العالم للأندية الوصيف: 2013
- البطولة الوطنية المغربية (2): 2004، 2013
- كأس العرش (3): 2005، 2012، 2017
- كأس العرب للأندية الأبطال (1): 2006
- كأس شمال أفريقيا للأندية البطلة (1): 2015
- كأس الكونفيدرالية الأفريقية (1): 2018
- كأس السوبر الأفريقي (1): 2019

 الوداد الرياضي
- دوري أبطال أفريقيا الوصيف: 2011

 نهضة بركان
- كأس الكونفيدرالية الأفريقية (1): 2020
- كأس السوبر الأفريقي الوصيف: 2021

### فردية
- هداف كأس أمم أفريقيا للمحليين: 5 أهداف في خمس مباريات
- هداف كأس العالم للأندية عام: 2013
- جائزة الكرة البرونزية في كأس العالم للأندية
- هداف البطولة الوطنية المغربية: 2018 (17 هدف)، 2019 (19 هدف)

## روابط خارجية
- محسن ياجور على موقع الاتحاد الدولي (مؤرشف)  (الإنجليزية)
- محسن ياجور على موقع قاعدة بيانات كرة القدم.إي يو (الإنجليزية)
- محسن ياجور على موقع ناشيونال فوتبول تيمز (الإنجليزية)
- محسن ياجور على موقع Soccerway.com (الإنجليزية)
- محسن ياجور على موقع عالم كرة القدم.نت (الإنجليزية)
- بيانات محسن ياجور
- موقع نادي الوداد البيضاوي